# Bzenecká střelnice
Bzenecká střelnice este o arie protejată (sit de importanță comunitară — SCI) din Republica Cehă întinsă pe o suprafață de 28,74 ha, integral pe uscat.

## Localizare
Centrul sitului Bzenecká střelnice este situat la coordonatele 48°57′21″N 17°16′16″E / 48.955833°N 17.271111°E.

## Înființare
Situl Bzenecká střelnice a fost declarat sit de importanță comunitară în aprilie 2005 pentru a proteja un număr necunoscut de specii din flora spontană și fauna sălbatică aflate în arealul zonei.

## Biodiversitate
Situată în ecoregiunea panonică, aria protejată conține 1 habitat natural: Vegetație psamofilă uscată cu pășuni deschise de Corynephorus și Agrostis.
La baza desemnării sitului se află un număr nedeclarat de specii protejate.